# الاغ طلایی: محاکمه برای حقایق عجیب دربارهٔ لوکیوس آپولیوس، شهروند روم
الاغ طلایی: محاکمه برای حقایق عجیب دربارهٔ لوکیوس آپولیوس، شهروند روم (ایتالیایی: L'asino d'oro: processo per fatti strani contro Lucius Apuleius cittadino romano) یک فیلم کمدی ایتالیایی به کارگردانی سرجو اسپینا است که در سال ۱۹۷۰ منتشر شد.

## گزیدهٔ بازیگران
- باربارا بوشه
- جان استاینر
- پائولو پُـلی
- لئوپولدو تریئسته
- دادا گالوتی
- لوئیجی بونوس
- انتسو فی‌یرمونته
- اشتفن زاخاریاس
- آنا زینمان